# Teatre Líric Català

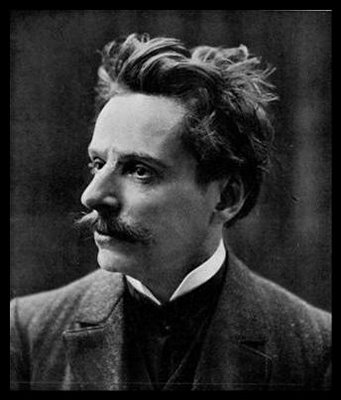
Enric Morera i Viura

El Teatre Líric Català (1894-1908) va ser un projecte d'Enric Morera i Viura, que va comptar amb la col·laboració d'altres compositors, per exemple Enric Granados i Jaume Pahissa i Jo, que sorgí durant el modernisme amb la voluntat de plantejar una alternativa lírica a la sarsuela, present en la totalitat dels teatres catalans, i formar una nova sensibilitat basada en models literaris i plàstics propis, de manera que estableix una interrelació de les arts, concretament amb la literatura, l'escenografia, el disseny i la creació lírica, que concorda amb la teoria wagneriana de l'obra d'art total. Es va desenvolupar en dos moments separats: la temporada al Teatre Tívoli que va organitzar Enric Morera durant els dos primers mesos del 1901 i les temporades que es van incloure dins els Espectacles-Audicions Graner (1905-1908). Paral·lelament i posteriorment hi va haver altres manifestacions o intents, però de menor importància.
La gran majoria de les obres líriques catalanes són menors perquè les perspectives econòmiques no eren bones, per aquest motiu els llibrets no podien presentar l'envergadura de les obres de Richard Wagner sinó que solien ser d'un únic acte i del tipus d'una rondalla lírica o quadre líric.
L'origen del teatre líric català és anterior a l'empresa d'Enric Morera, per exemple al Teatre Romea s'hi feien representacions d'obres líriques catalanes, com Els pastorets i L'esquella de la torratxa, però el projecte que va engegar Enric Morera va ser pioner perquè tenia un propòsit ideològic, com explica Xosé Aviñoa: combatre el «mal gust» de la sarsuela, denominada «gènere xic», i comprometre les millors plomes musicals i literàries del moment.

## Antecedents
A finals del segle xix el món de l'espectacle a Barcelona presentava una important tradició teatral catalana que es desenvolupava en moltes sales d'audicions. Paral·lelament hi havia altres espectacles (circs, funàmbuls, transformistes i espectacles lírics en castellà) de poc nivell cultural, motiu pel qual els homes emprenedors els volien substituir, especialment la sarsuela, provinent de Madrid i amb un predomini gairebé absolut en els sectors populars, perquè havia descendit la seva qualitat, donant lloc al género chico, i comportava la implantació de costums estrangers, concretament madrilenys, fet que els donava unes connotacions centralistes i imperialistes.
L'absència d'una tradició lírica va permetre que els autors seguissin les pautes i s'inspiressin en els autors que consideressin adequats, com també seguir uns corrents estètics coherents amb els seus plantejaments. Aquests factors van possibilitar que a Barcelona s'hi establissin els espectacles més moderns d'Espanya.
No només el rebuig a allò forà va despertar l'interès per crear un teatre líric català, sinó la gran empenta teatral dels últims anys del segle xix i les connotacions populistes d'autors teatrals com Björnson i Henrik Ibsen i de lírics com Richard Wagner que va fer creure que la renovació del poble es podia produir per mitjà del teatre líric, el qual permetia, introduir els plantejaments nous, l'estètica simbolista, els ideals del teatre nòrdic, els conceptes d'art total de Wagner i, a més, amb uns mitjans que el fessin entenedor al gran públic.

### Primeres aportacions
Les primeres aportacions al gènere líric català són obra de Josep Anselm Clavé, que l'any 1858 va estrenar al Teatre del Liceu L'aplec del Remei que va causar força interès i va ser seguida per L'art de la bruixeria obra amb lletra de Conrad Roure i Vidal i Valenciano que no es va arribar a estrenar per motius polítics. Aquestes peces esbossaven superficialment les futures constants del gènere líric: inspiració en temes populars catalans, un aparell tècnic de fàcil comprensió i certa intranscendència.
Apel·les Mestres (lletrista) i Josep Rodoreda (compositor) van realitzar La nit al bosc, estrenada l'agost de 1883 i que va fer veure als pioners del modernisme que aquest tipus d'obra, de clara influència wagneriana, era el camí que s'havia de seguir per renovar i regenerar la societat barcelonina.
A Barcelona el mestre Tomás Bretón va estrenar Garín el maig del 1892, donant lloc a la polèmica i al rebuig per part dels nuclis més avançats, que consideraven que Bretón havia usurpat el patrimoni cultural català i fet una resolució errònia dels temes musicals autòctons. Aquest fet mostra que es volia un teatre líric català fet per autors catalans i que presentés un sentiment artístic i no un art dirigit als sentits, com era el que es feia a Itàlia.

### Enric Morera
Quan Enric Morera va tornar de Brussel·les va esdevenir el principal defensor del teatre líric català, motiu pel qual va arribar a comptar amb la cooperació dels principals llibretistes del moment. Però no només va participar en aquest projecte, sinó que una bona part de la creació musical barcelonina de finals del segle xix es va desenvolupar al seu voltant, ja que Morera resumia en la seva tasca una bona part dels sentiments i les il·lusions modernistes.
La primera obra de teatre líric de Morera va ser Jesús de Natzaret, amb lletra d'Àngel Guimerà i estrenada el 3 de maig de 1894. La seva segona obra va ser Les monges de Sant Aimant, que tornava a tenir a Àngel Guimerà com a llibretista. Aquesta obra es va estrenar el 24 d'abril de 1895 al Teatre Novetats i va comptar amb la col·laboració dels escenògrafs Francesc Soler i Rovirosa, Ricard Moragas i Maurici Vilomara i el figurista Lluís Labarta, car Morera seguia el model wagnerià d'obra total de gran qualitat artística en tots els seus aspectes, no només en la partitura.

#### La fada
La fada va suposar l'assoliment d'aquests ideals i es va presentar un fragment al setembre de 1896 en una festa íntima al Cau Ferrat de Sitges. Però l'estrena es va realitzar al febrer de l'any 1897, esdevenint la protagonista de la quarta edició de les festes modernistes, després de dos anys sense celebrar-se, la qual va estar dedicada a la consagració dels principis musicals del modernisme i va comptar amb l'assistència de moltes personalitats de les diferents classes socials que van anar-hi.
La representació va comptar amb la participació d'una orquestra realitzada amb elements de l'orquestra del Liceu, figurins de Labarta, decorats del pintor Josep Mirabent, mentre que la lletra estava al càrrec de Jaume Massó i Torrents i la música i la direcció a mans d'Enric Morera. Els cantants van ser Elisa de Petri (Gueralda d'Évol), Amanda Campodónico (Fada), Manuel Morales (Jausbert de Paracoll), Angliolini Fornani (Senyor d'Évol) i Andreu Perelló (pastor), l'únic d'ells no vinculat al teatre líric català.
L'argument es desenvolupa en els estanys de Carançà, prop de l'Estany Negre (Pirineu), durant l'edat mitjana i explica la història d'amor entre la primogènita de la família d'Évol i el dels Paracoll, dues famílies enfrontades per antigues rivalitats feudals. Jausbert rapta a la seva estimada i junts se'n van lluny, fins que fan un descans al costat de l'Estany Negre, on es confessen els seus sentiments i s'adormen. Llavors, del mig de l'estany, surt una fada, que en veure a Jausbert s'enamora i decideix quedar-se'l, motiu pel qual mulla l'espasa del noi a les aigües de l'estany per tal de fer-la inservible, fet que comporta que quan el senyor d'Évol arriba amb els seus fidels a rescatar la seva filla Gueralda pugui matar el seu amant, a qui deixa penjat. Posteriorment la fada recull la seva víctima, fet que desencadena una tempesta.
La partitura està pensada per una gran orquestra: flauta, oboè, corn anglès, clarinet, clarinet baix, fagot, trompes en fa, trompes, trombons, timbals, bombo, arpes i corda; violins, violes, violoncels i contrabaixos.
A diferència de les òperes de Richard Wagner, realitzades basant-se en motius temàtics, La fada presenta una successió de climes, cadascun tractat de manera diferent per l'orquestra, es creen contrastos entre moments de repòs i d'altres de tensió (gran presència del metall), mentre que la història -i la música- presenten sentiments vius i oposats. D'altra banda, l'obra presenta un llenguatge harmònic no tonal, encara que impregnada de tonalitat, que remet a Tristany i Isolda de Wagner i mostra un marcat caràcter impressionista per la descripció de sentiments basada en una constant modulació i l'ús de pinzellades tímbriques.
La fada té relació amb alguns plantejaments de Wagner, per exemple l'absència de números tancats (ex. àries), la idea d'obra tancada a posteriori (tot el que necessita saber l'espectador per entendre l'obra està present en ella, encara que es coneixen les conseqüències abans que les causes), l'equilibri entre les parts, un nombre reduït de concertants; la poca presència de cors.
La importància de La fada en part es deu al fet que presentava tots els elements musicals de la concepció teatral més avançada del moment, perquè era una obra penetrant, plena, impulsiva, que combinava perfectament la delicadesa de sentiments amb la tensió dels protagonistes i de les forces de la natura, que esdevenien protagonistes destacats, però el mèrit més gran és que va saber arribar al públic per la seva transparència i una poesia musical que es combinava amb els sentiments dels protagonistes, els quals prenien el caràcter simbolista dels protagonistes de la tragèdia grega perquè eren controlats per voluntats externes.
L'estrena de La fada va suposar l'inici d'una empresa que pogués mantenir els seus ideals: consagrar la música modernista, crear el gènere del Teatre Líric Català i, de retruc, enlairar a Enric Morera.
L'obra es va entendre com la manifestació musical del modernisme perquè partia d'una llegenda desenvolupada a l'edat mitjana i presentada amb colors simbolistes i que es mostrava com una representació visual de la impossibilitat de vèncer les forces de la natura, a les quals s'enfronta fatídicament l'amor pur dels protagonistes. També per l'ús dels esquemes del drama musical de Wagner i de timbres orquestrals que creaven ambients delicats o funestos, defugint el principal estil operístic vigent en aquells moments.

### Altres obres i autors
A mitjans d'abril de 1897 es va crear una escola/societat compromesa amb el teatre líric. En aquest context es realitzaren La flor de la vall d'Apel·les Mestres i Joan Goula estrenada el 2 de juny de 1897 i Vesprada d'estiu de Conrad Roure i Joan Goula, estrenada el 25 de juny del mateix any.
Altres obres del teatre líric que sorgiren en aquest moment van ser: La hidra encantada de Josep Lapeyra, Euda d'Uriac d'Amadeu Vives i el llibret d'Àngel Guimerà de Les monges de Sant Aimant d'Enric Morera però traduït a l'italià, Maria del Carmen d'Enric Granados i basada en un text de Josep Feliu i Codina i Artús d'Amadeu Vives amb llibret de Sebastià Trullol i Plana.
Els antecedents del teatre líric català mostren quines serien les seves característiques: teatre d'inspiració clarament catalana, sense copiar els patrons del género chico ni imitar els esquemes wagnerians.

## Teatre Líric Català
L'any 1900 la família de Morera va abandonar Amèrica i es va establir a Barcelona, fet que li va permetre explicar-li al seu pare la idea que tenia per formar l'empresa del Teatre Líric Català que havia de permetre defensar els costums autòctons enfront de la mala influència del género chico, en acabar, li va llogar el Teatre Tívoli pels dos primers mesos del 1901, per tal que hi pogués realitzar una temporada de prova del Teatre Líric Català, de la qual, segons indica Miquel Saperas, Enric Morera va ser el director musical, Celestí Sadurní el director d'orquestra, Ignasi Iglésias el director literari i Miquel Utrillo va ser el sots-director artístic. L'empresa va començar demanant obres per representar i muntant una companyia formada per 10 actrius i 15 actors. Aquesta empresa no estava formada per un grup de patricis que nomenarien director a Enric Morera perquè l'empresa era ell mateix.
Sense fer distincions entre òpera i il·lustracions musicals, la temporada va començar el 12 de gener del 1901 amb la intenció -no realitzada- de tenir una llarga duració i, tal com indica Xosé Avñoa, amb sessions organitzades de la manera habitual en l'època: 3 obres diferents, que s'anaven repetint a mesura que avançava el programa. Les obres que es van presentar van ser: 

### Programació de la temporada (1901)
| Data d'estrena        | Títol                   | Compositor       | Llibretista                |
| --------------------- | ----------------------- | ---------------- | -------------------------- |
| 12 de gener del 1901  | L'alegria que passa     | Enric Morera     | Santiago Rusiñol           |
| 12 de gener del 1901  | Les caramelles          | Enric Morera     | Ignasi Iglésias            |
| 12 de gener del 1901  | Colometa la gitana      | Josep Lapeyra    | Emili Vilanova             |
| 15 de gener del 1901  | Cors joves              | Joan Gay         | Josep Maria Jordà          |
| 15 de gener del 1901  | La reina del cor        | Enric Morera     | Ignasi Iglésias            |
| 28 de gener del 1901  | La Rosons               | Enric Morera     | Apel·les Mestres           |
| 1 de febrer del 1901  | L'adoració dels pastors | Enric Morera     | Mn. Cinto Verdaguer        |
| 8 de febrer del 1901  | Trista aubada           | Salvador Bartolí | Josep Maria Folch i Torres |
| 13 de febrer del 1901 | El llop pastor          | Joan Gay         | Eduard Marquina            |
| 20 de febrer del 1901 | L'aligot                | Enric Morera     | Carles Capdevila           |
| 20 de febrer del 1901 | Cigales i formigues     | Enric Morera     | Santiago Rusiñol           |
| 20 de febrer del 1901 | La nit de Nadal         | Enric Morera     | Josep Maria Jordà          |
| 23 de febrer del 1901 | Picarol                 | Enric Granados   | Apel·les Mestres           |

A part d'aquestes obres al cartell també hi constaven: L'aplec del Remei (música i lletra d'Anselm Clavé, Vila blanca (música d'Enric Morera i lletra de J. Llopart), El firarire, (música d'Enric Morera i lletra de Jaume Orpinell), Rondalla (música d'Enric Morera i lletra d'Aureli Campmany), Margaridó (música d'Amadeu Vives i lletra d'Apel·les Mestres), Festa Major (música de J. Esquerrà i lletra de Carles Capdevila), Hereus rics (música i lletra de Josep Maria Castellet i Pont), La festa de juny (música i lletra de J. Lapeyra), La núvia (música de Pere Enric de Ferran i lletra d'Adrià Gual), El fossar de Sau (música d'Anton Busquets i lletra de Jaume Massó), Mar de llamp (música de Joan de Borràs i lletra de Ferran Agulló), La pubilleta (música de Carles Oró i lletra de M. Mora) i L'eterna lluita (música de Pere-Enric de Ferran i lletra d'Enric de Fuentes).
Malgrat la curta duració del Teatre Líric Català va ser una de les empreses musicals de què més es va parlar en la premsa del seu temps, la qual qualificava les obres, valorava el seu impacte i afirmava que es tractava d'una empresa que oferia unes experiències necessàries.
Les obres de l'estrena no tenien una qualitat homogènia, perquè la partitura de L'alegria que passa era superior a les altres.

### L'alegria que passa
Morera va compondre L'alegria que passa l'any 1888. Amb lletra de Santiago Rusiñol, es va estrenar al Teatre Líric a principis del 1899 gràcies al Teatre Íntim d'Adrià Gual. Aquesta obra presenta molts elements simbolistes, com també n'hi havia a La fada però no va aconseguir el mateix èxit, així com inicià un allunyament de l'estètica wagneriana a favor de la nacionalista, característica que Morera va mantenir en les seves obres posteriors.

### Valoració de la temporada
El Teatre Líric Català es volia basar en la catalanitat i la modernitat. El primer punt es va assolir per mitjà d'un text que remetia a la natura, especialment a la muntanya, mentre que la música es basava en el fons popular, fet que convertia a les obres en una espècie de "rondalles" i les allunyava de la modernitat del drama wagnerià. Aquesta manca de modernitat també es troba en que no eren un exemple d'obra total, perquè el text, la música i l'escenografia no van formar un tot inseparable.
L'interès del Teatre Líric Català per la tradició popular va mostrar els anhels d'una intel·lectualitat i uns artistes que volien assimilar les tradicions musicals europees, marcades per l'obra de Richard Wagner, per tal de poder oferir un component popular que pogués atreure l'atenció i l'interès d'un públic aficionat al género chico.
L'empresa del Teatre Líric Català va ser un fracàs per la precipitació amb què es va muntar la temporada, que va comportar que s'hagués d'improvisar en moltes ocasions i en tots els nivells, des del creatiu fins a l'interpretatiu. Per exemple, Morera va haver de realitzar algunes partitures per suplir l'encarregada, que no havia estat enviada quan tocava. En aquest sentit Miquel Sapera indica que els compositors es van veure obligats a improvisar i no van poder deixar madurar les seves obres per tal que fossin acabades a temps per a l'estrena.
Alguns fets concrets, el caràcter peculiar d'en Morera, la dura crítica que es va realitzar, especialment en la revista Joventut, i la falta d'un públic disposat a esforçar-se culturalment van fer que el Teatre Líric Català no tingués la possibilitat de tenir més temporades, les quals haurien pogut superar, segons exposa Xosé Aviñoa, la improvisació, el caràcter de "rondalla" i la manca d'unitat entre lletra, música i escenografia, i haurien proporcionat un estat d'opinió que estimulés la creació i promogués la qualitat. Però un altre culpable del fracàs de l'empresa va ser una mala direcció artística i execució escènica, així com una mala selecció de les obres i els intèrprets.
Les grans despeses que van suposar la realització de la temporada que van suposar un dèficit regular, fet que va dur a que el pare de Morera, que no era ric, no s'arrisqués a finançar una segona temporada. Aquest fet va suposar la pèrdua dels diners i l'empenta que Morera havia dipositat en aquest projecte, fet que va influenciar les seves obres posteriors.
El fracàs del Teatre Líric Català va dur als diversos artistes que hi van participar a treballar altres activitats musicals, com per exemple el teatre líric castellà, com és el cas d'Eduard Marquina i Joan Gay amb la seva Aigua Mansa (Barcelona, 1903) o en Morera amb la companyia de sarsuela castellana que dirigia al Teatre Tívoli.

## Intents de restabliment
L'empresa del Teatre Líric Català s'havia diferenciat de les manifestacions líriques del moment pel fet que no traduïa les grans obres internacionals al català, com sí que feia l'Associació Wagneriana, ni creaven obres seguint els patrons compositius i estètics de moda a l'estranger.
El primer intent de reprendre un teatre líric català es va realitzar a finals del mateix 1901, quan Isaac Albéniz s'associa amb Enric Morera i després amb Enric Granados per a reconstruir el Teatre Líric Català i oferir obres serioses catalanes fetes per catalans. Cadascú havia d'aportar una obra: Isaac Albéniz donà Merlín, Morera donà Empòrium, i Granados donà Follet, que s'havien d'estrenar al Teatre Novetats, llogat per Albéniz, qui també va contractar als principals cantants d'òpera autòctons i estrangers. Però no es va poder realitzar, probablement pel viatge que Morera va fer a Madrid.
L'Associació Foment del Teatre Líric Català va suposar un segon intent d'establiment. El 25 de juny del 1903 es van llegir el projecte dels seus estatuts a Els Quatre Gats i el 26 de setembre d'aquell any van estrenar temporada al Teatre Principal amb els èxits de les representacions de 1901 (Cors joves, La reina del cor, La Rosons i L'alegria que passa) i una nova obra amb partitura d'Enric Morera i lletra d'Apel·les Mestres: La barca, estrenada el dia 23 de setembre del 1903.
Aquesta associació volia establir unes bases sòlides de cara al futur, per aquest motiu donava classes de declamació i cant per tal d'educar i formar artistes catalans, però també pretenia reunir en un sol aplec tots els músics i escriptors de Catalunya, atreure a tots els amants de la personalitat artística catalana, celebrar concursos públics per a premiar les millors obres teatrals, de manera que els artistes tinguessin un estimulant.
El projecte, obra dels mateixos autors del Teatre Líric Català, no va tenir una bona acollida i al maig del 1904 era molt clar el seu fracàs i que calia destriar l'òpera de la sarsuela catalana, així com que era necessari augmentar el nivell literari i musical de les sarsueles i allunyar-se de la castellana.
Finalment el 1905 es produeix el segon intent seriós d'aconseguir temporades estables de Teatre Líric Català: els Espectacles-Audicions Graner, encara que van tenir un abast artístic general.

## Els Espectacles-Audicions Graner
El pintor Lluís Graner a finals del 1904 va inaugurar els Espectacles-Audicions Graner, un conjunt d'espectacles diversos, per exemple circ, teatre, cinema, teatre líric català, etc. Aquests espectacles van comptar amb la col·laboració dels homes i les institucions més sòlides del moment i al principi es van desenvolupar a la Sala Mercè però posteriorment van passar al Teatre Principal. Respecte als espectacles musicals Ramon Planes, citant a Francesc Curet, diu que comprenien:
- quadres plàstics musicals amb escenificació de temes i cançons populars, visions de natura, d'història, de costums, etc.
- funcions de teatre català, de tragèdia grega i teatre antic i modern
- teatre líric català.[19]

Les campanyes de teatre líric van comptar amb la participació d'Enric Morera a càrrec de l'apartat musical, Adrià Gual (director del Teatre Íntim) i un gran nombre de creadors i escenògrafs. Algunes presentacions escèniques -o visions musicals, com les anomenava en Graner- van suposar una gran despesa per la seva ostentació, però algunes d'aquestes van arribar a representar-se 200 vegades, com per exemple El comte Arnau.
Les obres líriques dels Espectacles-Audicions Graner eren similars a les del Teatre Líric Català perquè, abundava la temàtica catalana lírico-naturalista, les referències a les tradicions populars i les músiques basades en el cançoner català.
Les primeres obres es van representar a la Sala Mercè, que tenia unes dimensions reduïdes, fet que va condicionar que les peces fossin menys ambicioses que les posteriors, les estrenades al Teatre Principal.
La primera temporada (1904-1905) va suposar l'estrena de: Montserrat, L'Atlàntida, El Dant, Sant Jordi, La Mare de Déu i La pastoreta, obres amb partitures d'Enric Morera, Joan Baptista Lambert i Joaquim Grant.

### Temporada 1905-1906
| Data d'estrena          | Títol                       | Compositor       | Llibretista            |
| ----------------------- | --------------------------- | ---------------- | ---------------------- |
| 12 d'octubre del 1905   | El comte Arnau              | Enric Morera     | Josep Carner           |
| 12 d'octubre del 1905   | La fustots                  | Robert Schumann  | Josep Carner           |
| 27 d'octubre del 1905   | La matinada                 | Felip Pedrell    | Adrià Gual             |
| 8 de novembre del 1905  | La dona d'aigua             | Joaquim Pecanins | Miquel Costa i Llobera |
| 27 de novembre del 1905 | El miracle del Tallat       | Enric Morera     | Josep Carner           |
| 24 de desembre del 1905 | La nit de Nadal             | Joan Lamote      | Francesc Casas i Amigó |
| 9 de febrer de 1906     | L'alegria que passa         | Enric Morera     | Santiago Rusiñol       |
| 9 de febrer del 1906    | Els tres tambors            | Enric Morera     | Adrià Gual             |
| 9 de febrer del 1906    | La barca                    | Enric Morera     | Apel·les Mestres       |
| 2 de març del 1906      | Picarol                     | Enric Granados   | Apel·les Mestres       |
| 16 de març del 1906     | La Rosons                   | Enric Morera     | Apel·les Mestres       |
| 16 de març del 1906     | La presó de Lleida          | Jaume Pahissa    | Adrià Gual             |
| 20 d'abril del 1906     | Fra Garí                    | Enric Morera     | Xavier Viura           |
| 11 de maig del 1906     | La sardana dels promesos    | Adrià Esquerrà   | Josep Morató           |
| 18 de maig del 1906     | Donzella que va a la guerra | Sancho Marraco   | Joan Baptista Lambert  |

A part d'aquestes obres també estaven programades Ramon Llull (música de Felip Pedrell i lletra de Magí Morera), L'any mil (música de Joan Llongueras i lletra de Josep Carner) i tres tradicions catalanes: Les puntes, La visió del pelegrí i L'hermosura del món.

### Temporada 1906-1907
| Data d'estrena          | Títol                            | Compositor         | Llibretista        |
| ----------------------- | -------------------------------- | ------------------ | ------------------ |
| 20 de setembre del 1906 | Nit de reis                      | Enric Morera       | Apel·les Mestres   |
| 28 d'octubre del 1906   | La dama d'Aragó                  | Adrià Esquerrà     | Josep Morató       |
| 28 d'octubre del 1906   | Festa completa                   | Narcisa Freixas    | Felip Palma        |
| 2 de novembre del 1906  | Gaziel                           | Enric Granados     | Apel·les Mestres   |
| 2 de novembre del 1906  | Permeti'm                        | Adrià Esquerrà     | Lluís Puiggarí     |
| 23 de novembre del 1906 | Les calderes de Pere Botero      | Adrià Esquerrà     | Josep Morató       |
| 30 de novembre del 1906 | El país de Vano (Pierrot lladre) | Celestí Sadurní    | Apel·les Mestres   |
| 30 de novembre del 1906 | Innocència                       | Joaquim Grant      | Eduard Aulés       |
| 30 de novembre del 1906 | La rambla de les Flors           | Josep Teodor Vilar | Serafí Pitarra     |
| 19 de desembre del 1906 | La Santa Espina                  | Enric Morera       | Àngel Guimerà      |
| 6 de març del 1907      | La resurrecció de Llàtzer        | Enric Morera       | Àngel Guimerà      |
| 3 de maig del 1907      | La nina dormida al bosc          | Frederic Alfonso   | Manuel de Montoliu |
| 17 de maig del 1907     | Joves i vells                    | Ferrer             | Fuentes            |

En aquesta temporada també es va fer una representació de l'òpera Carmen i Ton i Guida, traducció de l'obra Hänsel und Gretel de Humperdinck realitzada per Joan Maragall. A més a més també es va fer una presentació de El mestre (música d'Enric Morera i lletra de Pompeu Crehuet)

### Temporada 1907-1908
| Data d'estrena          | Títol                               | Compositor                 | Llibretista                  |
| ----------------------- | ----------------------------------- | -------------------------- | ---------------------------- |
| 27 de setembre del 1907 | Joan de l'Ós                        | Enric Morera               | Apel·les Mestres             |
| Octubre del 1907        | Les roselles                        | Adrià Esquerrà             | Josep Maria Jordà            |
| Novembre del 1907       | El fill del rei                     | Amadeu Argelaga            | Manuel Marinel·lo            |
| Novembre del 1907       | A peu pla                           | Frederic Alfonso           | Eduard Aulés                 |
| Novembre del 1907       | Rodamón                             | Narcisa Freixas            | Rafael Nogueras Oller        |
| Novembre del 1907       | No diguis blat                      | Joan Borràs i de Palau     | Eduard Aulés                 |
| Novembre del 1907       | Els gendarmes, o qui vigila no dorm | Celestí Sadurní            | Josep Morató                 |
| Desembre del 1907       | T'estimo                            | Adrià Esquerrà             | Lluís Puiggarí               |
| Desembre del 1907       | La festa de les donzelles           | Adrià Esquerrà             | Miquel Rivas i Xavier Nonell |
| Gener del 1908          | El portal de Bethlem                | Enric Morera               | Adrià Esquerrà i Prats       |
| 16 de gener del 1908    | La reina vella                      | Enric Morera               | Àngel Guimerà                |
| Febrer del 1908         | Vora el mar                         | Francesc Montserrat Ayarbe | Frederic Alfonso             |
| Febrer del 1908         | El miracle de Santa Agnès           | Francesc Montserrat Ayarbe | Salvador Vilaregut           |
| Abril del 1908          | El testament de n'Amèlia            | Carme Karr                 | Via                          |
| Abril del 1908          | Parada i taverna                    | Figueres                   | Boter                        |
| Abril del 1908          | La llar                             | Salvador Bartolí           | Jaume Brossa                 |

Aquesta temporada, a diferència de les anteriors, no va ser dirigida per Lluís Graner perquè no disposava del capital necessari per dirigir aquesta empresa, per aquest motiu en Toni Niubó el va substituir, donant lloc a una última temporada curta.

### Valoracions
Aquesta programació va presentar una gran varietat: temes provinents de rondalles populars, cançons popularitzades en el modernisme, moments singulars de la Bíblia i quadres naturalistes, així com algunes peces eren quadres musicals molt curts i d'altres eren autèntiques obres de teatre líric.
En aquells moments la música es desenvolupava en un ambient més obert i constructiu que va possibilitar la participació de professionals de diverses categories tècniques i artístiques. En el terreny dels decorats es trobava Graner, mentre que de l'escenografia se n'encarregaven els professionals més prestigiosos (Moragas i Salvador Alarma, Junyent, Vilomara i Urgellés), dirigits per Adrià Gual (cap de la secció teatral), van col·laborar Josep Carner, Santiago Rusiñol, Apel·les Mestres, Viura, Morató, Montoliu, Casas i Amigó, Palma, Puiggarí, Aulés, Àngel Guimerà, Jordà, Rivas i Isidre Nonell, Via i també Brossa, d'altra banda Morera va dirigir la idea musical dels espectacles lírics, en els quals van cooperar Felip Pedrell, Pecanins, Grandos, Lamote de Grignon, Freixas, Sadurní, Grant, Alfonso, Ferrer, Argelaga, Borrás de Palau, F. Montserrat Ayarbe, Carme Karr i Bartolí.
El millor representant dels elements estètics de la música d'aquests espectacles va ser en Morera, car la seva estètica és diversa, adaptant-se al ritme dels espectacles, a vegades molt ambiciosos, a vegades més intranscendents, i les partitures són sempre inspirades en la literatura musical popular o hi fan referència.
En aquest moment Enric Morera va aconseguir la fusió entre llibret i partitura i va realitzar dos dels seus grans èxits populars: La reina vella i La Santa Espina, les quals van obtenir un important nombre de representacions, com també va ser un gran èxit La presó de Lleida.

## Òpera catalana al Liceu
El Gran Teatre del Liceu estava molt vinculat, gairebé exclusivament, a l'òpera italiana o italianitzada, però a principis del segle xx, malgrat que, com explica Joaquim Pena, Albert Bernis (director del Liceu) no acceptava obres dels compositors autòctons fruit de la seva mala experiència amb Els Pirineus de Felip Pedrell i Henry Clifford d'Isaac Albéniz, l'òpera catalana va ocupar-hi el seu lloc, per exemple gràcies al liceista Enric Collaso, el director italià Edoardo Mascheroni i la contralt Virgínia Guerrina, el 20 de gener del 1906 s'hi va estrenar Empòrium d'Enric Morera i lletra d'Eduard Marquina i al 21 d'abril Bruniselda del mateix compositor i lletra d'Artur Masriera, així com ambdues s'havien presentat primer a l'Associació Wagneriana i van ser traduïdes a l'italià per la seva representació al Liceu. Posteriorment, el 1912, es va estrenar Titaina (música d'Enric Morera i lletra d'Àngel Guimerà) i Tassarba (música d'Enric Morera i lletra de Juli Vallmitjana el 1916, que va obtenir un gran èxit.
Les representacions del Liceu no tenien una cura artística tan bona com les del Teatre Principal.
En aquests anys, a part d'Enric Morera, l'únic que va intentar representar al Liceu va ser Joan Lamote de Grignon, que al 25 de gener del 1907 va estrenar Hesperia.

## Les causes del fracàs
El teatre líric català es va desenvolupar durant un breu període al Gran Teatre del Liceu i al Teatre Principal, en part perquè les obres eren massa avançades i compromeses per satisfer o agradar al gran públic i perquè si es feia una música que li agradés es passava a fer una versió catalana del género chico que tant criticaven els autors catalans. Altres motius que van comportar el fracàs del teatre líric català van ser la manca de tradició i d'una estructura idònia que possibilités el projecte.
Aquest fracàs tornava a deixar la situació musical igual que al començament de l'intent de crear un teatre líric autòcton, és a dir en mans dels compositors estrangers, i especialment del género chico i la sarsuela gran.

## Els últims intents modernistes
Al març del 1910 es va intentar reprendre el Teatre Líric Català, però sense la participació de les grans personalitats que havien protagonitzat els anteriors intents. Per exemple, F. Montserrat Ayarbe es va encarregar de la direcció musical. Aquest projecte es va desenvolupar una temporada al Teatre Espanyol i una altra al Granvia.
Cap de les obres que es van presentar en el Teatre Espanyol era nova: La reina vella, La santa espina, La reina del cor, La barca i Les roselles. D'altra banda el Granvia va presentar un programa molt marcat per reposicions (ex La santa espina i Nit de reis), però també n'hi havia de noves: La festa major (Lluís Manau i Cassià Casademont), Vila Calmosa (Artís i música de Carles Oró i lletra d'Avel·lí Artís, La presó de Xauxa (Joan Borràs de Palau i lletra d'Apel·les Mestres) i Flor tardana (lletra d'Ignasi Iglésias). Entre les noves van destacar La festa major i La presó de Xauxa, aquesta última especialment per la seva partitura.
Finalment, a falta d'una empresa que s'encarregués del teatre líric català, alguns artistes ho van intentar a títol personal, per exemple Josep Carner i Jaume Pahissa que van estrenar Canigó, adaptació de l'obra homònima de Jacint Verdaguer, el 10 de juny del 1910 en Les Arenes de Barcelona i amb decorats de Ricard Moragas i Salvador Alarma. Juntament a Canigó es representaren: Flors de cingle (Cassià Casademont i lletra d'Ignasi Iglésias) i La viola d'or (música d'Enric Morera i lletra d'Apel·les Mestres). Paral·lelament en el Granvia es van representar La festa major (música de Cassià Casademont i lletra de Lluís Manau i Avellanet), La presó de Xauxa (música de Joan Borràs i de Palau i lletra d'Apel·les Mestres) i La Santa Espina (música d'Enric Morera i lletra d'Àngel Guimerà).
L'any 1914 va haver una temporada de teatre líric català al Teatre Nou (Avinguda del Paral·lel), en la quan el dia 6 de febrer es va estrenar La Baldirona i el 18 d'abril La sala d'espera, ambdues obres amb música d'Enric Morera i lletra d'Àngel Guimerà. D'altra banda, en el bosc de Can Tarrés de La Garriga, el 30 d'agost d'aquell mateix any es va estrenar La viola d'or (música d'Enric Morera i lletra d'Apel·les Mestres) amb direcció escènica d'Adrià Gual.
El 7 d'octubre de 1922 es va inaugurar al Teatre Tívoli una temporada de Teatre Líric Català que va ser molt important per Enric Morera perquè es va estrenar Don Joan de Serrallonga (basada en l'obra de Víctor Balaguer i arranjada per Francesc Pujols) que va obtenir un gran èxit, especialment per l'ària del Fadrí de Sau cantada pel debutant Emili Vendrell. El tenor Emili Vendrel, juntament amb Emili Sagi Barba i Josefina Bugatto, va presentar un nou intent de Teatre Líric Català en la temporada del 1922-1923 al Teatre Tívoli, on es van fer reposicions de La baldirona (música d'Enric Morera i lletra d'Àngel Guimerà), Les caramelles (música d'Enric Morera i lletra d'Ignasi Iglésias) i La Santa Espina (música d'Enric Morera i lletra d'Àngel Guimerà), entre altres obres, com per exemple Don Joan de Serrallonga (música d'Enric Morera i lletra de Víctor Balaguer arranjada per Francesc Pujols).